# Rolf Ekman
Rolf Ekman, född 1938, är en svensk forskare i neurovetenskap. 
Ekman blev 1978 medicine doktor vid Lunds universitet och blev senare professor i neurokemi vid Göteborgs universitet.